# Beat Down: Fists Of Vengeance
Beat Down: Fists of Vengeance, conhecido no Japão como simplesmente Beat Down (Bīto Daun), é um videogame de RPG/Beat de ação de terceira pessoa para o PlayStation 2 e Xbox. Foi desenvolvido pela Cavia e publicado pela Capcom, e lançado em 2005. Nele, o jogador assume o papel de qualquer um dos cinco bandidos, tendo sido traído por seu chefe e espalhado por toda a cidade. O jogador ganha respeito na rua lutando contra inimigos para derrubar uma organização sombria e ganhar o controle de Los Sombras. O jogador também tem controle total da formação de equipes e pode andar livremente durante a maior parte do jogo.

## Gameplay
Existem inúmeros movimentos que o jogador pode usar para derrotar seus inimigos, incluindo combate corpo a corpo, combate corpo a corpo e nas fases posteriores do jogo armas de fogo, como pistolas e espingardas. Poderosos movimentos combinados (referidos no jogo como "combos") podem ser aprendidos com uma variedade de NPCs em troca de dinheiro ou ao atingir um certo nível de habilidade. Durante o decorrer do jogo, os jogadores podem comprar roupas ou se submeter a cirurgias plásticas para se disfarçar e fugir dos gângsteres rivais e da polícia que os perseguem. Há também um sistema de classificação baseado em três atributos: Fluxo de Caixa (incluindo itens), Liderança (tamanho e respeito das gangues) e Carisma (habilidade de negociação). Todos eles podem ser alterados pelas escolhas do jogador e afetam o final recebido.
Além do aspecto de luta do jogo, também existe um sistema de Negociação que pode ser acessado com a maioria dos NPCs durante uma luta ou conversa casual. Para NPCs recrutáveis, existem cinco opções principais de negociação disponíveis para o jogador, e com resultados variados, dependendo das circunstâncias específicas em que são usados. Se em uma luta, o inimigo deve estar desgastado o suficiente para que a negociação seja bem-sucedida. Isso é auxiliado pelo uso de armas, provocações e quando o inimigo está com pouca saúde.
- Recruta: Essa proposição pode ser usada tanto na interação normal quanto durante uma luta. Se for bem-sucedido, o NPC alvo será adicionado à equipe do jogador e poderá ser trazido em missões e usado para desbloquear minijogos, dependendo de suas habilidades. Fora de uma luta, pode levar um NPC a atacar o jogador, instigando uma luta.
- Rob: Fora de uma luta, isso consiste no jogador pedir ou burlar o NPC, embora, como recrutá-lo, ele possa ser rejeitado pelo NPC e instigar uma luta. É importante observar que, embora os NPCs não possam negociar com o jogador, há momentos em que o jogador pode ser roubado, como na compra de remédios falsos nos revendedores do mercado negro ao redor de Los Sombras.
- Interrogar: Esta opção consiste no jogador que solicita informações e pode ser usada para descobrir vendas em lojas locais, oportunidades de emprego e dicas de jogo, além de informações específicas da história, dependendo do NPC alvo.
- BeatDown: Isso só pode ser visto e usado quando em uma luta individual com um NPC não-chefe, e consiste no jogador batendo violentamente no NPC até a morte em uma cena especial. Isso remove o NPC pelo restante do jogo e permite que o jogador pegue qualquer item no corpo do NPC. Ao fazer isso, o jogador corre o risco de atrair a atenção da polícia e o nível de alerta da polícia aumentará rapidamente até que o jogador saia daquele bairro.
- Cancelar: Esta opção simplesmente encerra a negociação, inclusive com NPCs hostis ao jogador, e pode ser usada como um meio de evitar confrontos. Existem três modos de jogo:
- Modo História - O principal modo história do jogo, dividido em capítulos. É o único modo de jogo que permite salvar seu progresso e pode ser repetido várias vezes para desbloquear novos personagens, movimentos e itens. Certos finais e arcos de plotagem só podem ser atingidos após várias jogadas com personagens diferentes.
- Vs Mode Normal - Este modo só pode ser jogado carregando um arquivo de jogo salvo e usando os personagens desbloqueados. Ele permite que o jogador lute contra outro jogador ou a CPU com um time de até três lutadores cada. A lista disponível depende de quem o jogador recrutou em seu arquivo salvo específico.
- Vs Mode Custom - Similar to the other Versus mode, except that custom player characters can be added to the game with the same weapons, items and skills unlocked in story mode.

## Enredo
O jogador assume o papel de um dos cinco executores do submundo: Raven, Jason G, Aaron, Gina ou Lola. Quando testemunharam os cadáveres dos traficantes no armazém como parte do tráfico de drogas em troca de dinheiro, foram traídos pela poderosa família máfia de Las Sombras, liderada por Zanetti. O jogador se separa dos outros executores e agora deve se vingar dos membros da gangue de Zanetti, além de estar ciente do departamento de polícia corrompido. Seu único lugar para pedir ajuda é no bar chamado "The Hole". Lá dentro, os líderes cooperam com Tracy, que é sua informante. Trabalhar juntos para se vingar é a única maneira de acabar com essa loucura da realidade urbana, recrutando, roubando, interrogando e até colocando o "Beat Down" nos membros de gangues em Las Sombras. O que é mais importante, os policiais também se defenderão usando vários disfarces para reduzir o perigo de serem detectados pelas gangues de Zanetti ou pelos policiais corruptos.

## Recepção
A versão para Xbox recebeu avaliações mistas, enquanto a do PlayStation 2 recebeu "avaliações em geral desfavoráveis", de acordo com o site de crítica Metacritic. No Japão, entretanto, o Famitsu gave deu ao jogo uma pontuação de 30 numa escala até 40 pontos.